# Aname aurensis
Aname aurensis (лат.) — вид пауков рода Aname из семейства Anamidae (Mygalomorphae). Эндемик Австралии.

## Описание
Пауки среднего размера, длиной около 2 см, красновато-коричневые (брюшко серовато-коричневое). Самцов A. aurensis можно отличить от всех видов, для которых известны самцы, кроме A. briggsi, A. eddieorum, A. hughenden, A. longitheca, A. mulgana, A. rupicola и A. warrego по умеренному или крупному размеру тела (длина карапакса > 4,0 мм), наличию длинного эмболюса (длина эмболюса / длина бульбуса > 1,5), который имеет относительно широкую базальную часть, сужающуюся в зауженную, извилистую дистальную часть примерно через 0,4 длины, и отсутствию заметной острой пятки на метатарсусе I (как у A. pallida-complex). Самцов A. aurensis можно отличить от самцов A. eddieorum, A. longitheca и A. warrego по наличию голени I, которая расширяется от проксимального конца до основания голенной шпоры при виде сбоку. Самцов A. aurensis можно отличить от самцов A. briggsi, A. hughenden и A. mulgana по наличию более короткого эмболюса (длина эмболюса / длина бульбуса <2,5). Самцов A. aurensis можно отличить от самцов A. rupicola по наличию более длинной дистальной площадки и более короткой проксимальной выемки на метатарсусе I (длина выемки / длина метатарсуса ~0,37; ср. ~0,46 у A. rupicola).
Строит открытую нору, выстланную шёлком, без шёлка снаружи входа, часто под углом, и со скрытым вторым входом.

## Таксономия и этимология
Вид был впервые описан в 2025 году австралийскими арахнологами Джереми Уилсоном с коллегами. Включён в состав видового комплекса A. eddieorum-complex, который включает 9 описанных видов: Aname aurensis, A. briggsi, A. dingo, A. eddieorum, A. hughenden, A. longitheca Raven, 1985, A. mulgana, A. rupicola и A. warrego. Видовое название «aurensis» — это прилагательное, образованное от латинского «aureus», означающего «золотой», и суффикса «- ensis», означающего связь с местом, что указывает на распространение этого вида в районе Чартерс-Тауэрс — области, пережившей золотую лихорадку в 19 веке (Квинсленд).

## Распространение
Австралия (штат Квинсленд).